# HD 199892
HD 199892，又名BD+41 3949，SAO 50303、HR 8036，是一颗恒星，视星等为6.16，位于銀經83.66，銀緯-2.51，其B1900.0坐标为赤經20h 54m 49s，赤緯+41° -2.51′ 7″。